# ジェリー・ファルエル
ジェリー・ファルエル（フォールウェル、Jerry Falwell [ˈfɔːlwɛl]、1933年8月11日 – 2007年5月15日）は、アメリカ合衆国のキリスト教福音派のファンダメンタリスト、南部バプテスト連盟所属の牧師、テレビ伝道師だった。生前はアメリカ合衆国南部の福音派のキリスト教原理主義勢力をとりまとめて共和党を支援する等政治的に強い影響力を持っており、大統領候補者ですら無視することは困難だった。強硬な姿勢を持ち過激な発言が多いため、大きな論議を呼ぶことが多かった。私生活では息子2人と娘1人がいる。
キリスト教系の私立学校である自由キリスト教学校、私立のキリスト教系大学であるリバティ大学、そして強力な保守派圧力団体のモラル・マジョリティの創設者でもある。
息子の名前もジェリー・ファルエルであるため、ジェリー・レイモン・ファルエル・シニア（Jerry Lamon Falwell, Sr.）と表記されることもある。

## 来歴

### 学生時代
ジェリー・ファルエルは、1933年8月11日にアメリカ合衆国ヴァージニア州のリンチバーグで母ヘレン・父カーリーの間に双子の方割れとして生まれる。父は不可知論者で、企業家でもあり、一度は酒の密造業者になったことがある経歴の持ち主だった。祖父についても強い無神論者であり、基本的には宗教とは無縁の家系であった。
地元リンチバーグのブルックヴィル高校を卒業後、1956年にミズーリ州のスプリングフィールドにあるバプテスト聖書大学を卒業し、神学の学士号を得た。ただし、同大学は2001年まで北中部大学学校協会の認定を受けていなかった。

### 牧師と教育活動
大学卒業後は、バージニア州の地元リンチバーグでトーマスロードバプテスト教会を設立し35人の信徒を抱えた。その後は、現在までに2万人にまで増えた。
1958年4月12日にメイセルと結婚。息子2人、娘1人をもうける。ジェリー・ファルエル・ジュニアは弁護士、ジョナサン・ファルエルは牧師、ジーニー・ファルウェルは外科医になった。
1967年に入ると、熟年層の福音派キリスト教徒向けのキリスト教教育システムを整える必要性を感じ、リンチバーグ・キリスト教学校（Lynchburg Christian Academy）を設立した。この学校は自身の教会の下部組織として発展していき、後に自由キリスト教学校（Liberty Christian Academy）に改称した。
1971年に、地元リンチバーグに「リンチバーグ・バプテスト大学」（Lynchburg Baptist College）を設立。この大学は、その後「リバティ・バプテスト大学」（Liberty Baptist College）に改称後、さらに「リバティ大学」（Liberty Universuty）に改称され現在に至っている。
後に3つの大学から名誉博士号を受け取っている。テネシー・テンプル神学校から名誉神学博士、カリフォルニア神学大学院から文学博士、韓国ソウルの中央大学校から法学博士が送られた。

### 政治活動
政教分離を厳格に貫こうとするカーター大統領に反発、1979年に入り、後に全米でも有数の規模を誇るようになるロビー活動団体「モラル・マジョリティ」（Moral Majority）を設立し、政治への介入を深めていくことになる。中絶反対、宗教教育の復活を掲げた。その頃までは牧師の政治活動には違和感が強く、彼自身は以前なら政治活動には反対だった、しかし自国の倫理はおかしくなっている、正しい方向に導く必要があると正当化している。政治活動の成功原因には、当時の米国では日本との競争に敗れた製造業が衰退し五大湖周辺の労働者があらたにエネルギー産業やハイテク産業が興りつつある南部に移り人口が増えたことにより、福音派信者も増えたことによるとされる。国全体で巨大な数の信者が集まるメガ・チャーチの出現、テレビ伝道に人々が熱狂し、巨大な寄付金が集まる現象が話題になリ出すのもこの頃である。1980年アメリカ合衆国大統領選挙では、ロナルド・レーガンを強力に後押しした。さして熱心なプロテスタント信者ではなかったとされるレーガンもカーターと争うために、スピーチでは宗教的言葉を多用、彼らのイベントには積極的に参加した。ファレウェルは選挙権登録活動を進め、投票を呼び掛けた。福音派の60%以上が投票したとされる。この福音派の勝利が憲法上に女性に平等な権利を明記する男女平等修正条項の廃案につながったとされる。

### 死去
2007年5月15日の朝に職場で突然倒れ、リンチバーグ総合病院に搬送された。しかし、治療の甲斐なく午後2時15分に死亡が確認された。死因は　不整脈か突然死のどちらかによるものと判断された。

## 法廷闘争

### 全米証券取引委員会
1972年に全米証券取引委員会（SEC）は、ファルエルの団体が発行した債券に関する調査に乗り出した。SEC側はファルエルの教会に対し、無担保の教会の債権による650万ドルの配給における詐欺と虚偽を理由に告発した。1973年にアメリカ合衆国連邦裁判所の判決により、ファルエル側の勝利が確定した。

### 雑誌「ペントハウス」
1981年に、フリーランスの記者を相手に語ったインタビューを元に書かれた記事を理由に、雑誌「ペントハウス」に対し1000万ドルの支払いを求めて民事訴訟を起こした。しかし、連邦裁判所は記事の内容が名誉棄損やファルエルのプライバシー侵害には当たらないと判断したため、訴えは退けられ敗訴に終わった。

### 雑誌「ハスラー」
1983年11月に、男性誌「ハスラー」にファルエルをからかうような内容のジョーク広告を掲載したため、ファルエル側が訴えを起こした。掲載された嘘広告には、イタリアのカンパリを宣伝するためにファウエルが自身の初体験の相手が母親だったと語る嘘のインタビュー記事が載せられていた。詳しくは、ハスラー・マガジン対ファルウェル事件を参照のこと。

## 評価
小さないのちを守る会（プロライフ・ジャパン）は、評価は別にしてもプロライフを語るに欠かせない人物であるとしている。

## 批判
ファルエルはキリスト教福音主義及び社会保守主義にたった強い発言をしてきたため、大きな論議を巻き起こすことが多く、批判者も多かった。例えば、ジャーナリストのクリストファー・ヒッチンスは、ファルエルのことを「チョーサー的詐欺師」（Chaucerian fraud）、「信仰心を利用する詐欺師」（faith-based fraud）、「夕暮れから夜明けまで他人の性生活について非難しているときに性欲の無い性格を撒き散らしている点については特に酷い」（especially disgusting in exuding an almost sexless personality while railing from dawn to dusk about the sex lives of others.）と強く批判している。

## 著作
- Church Aflame（1971）
- Capturing a Town for Christ（1973）
- Listen, America!（1980）
- The Fundamentalist Phenomenon（1981）
- Finding Inner Peace and Strength（1982）
- When it Hurts Too Much to Cry（1984）
- Wisdom for Living（1984）
- Stepping Out on Faith（1984）
- Champions for God（1985）
- If I Should Die Before I Wake
- Strength for the Journey（1987）
- The New American Family(1992)
- Falwell: An Autobiography(1997）
- Fasting Can Change Your Life（1998）
- Building Dynamic Faith（2005）